# Ezio Greggio
Ezio Greggio (Cossato, 7 de abril de 1954) es un presentador de televisión, comediante, artista de cabaret, actor, director de cine, guionista y humorista italiano con ciudadanía albanesa.
También es periodista independiente registrado en la orden de periodistas. Desde la primera edición conduce el informativo satírico Striscia la notizia, del que es el rostro más representativo junto a Enzo Iacchetti. Reside en el principado de Mónaco, donde organiza el Monte-Carlo Film Festival de la Comédie. Es el fundador y animador de una asociación comprometida a favor de los bebés prematuros, la «Associazione Ezio Greggio» activa desde 1995 en la asistencia pediátrica.

## Biografía
Nació en 1954 en Cossato, en ese momento en la provincia de Vercelli, hijo de Nereo Greggio y Luciana Boggiani. Nereo Greggio, originario de Monselice en la zona de Padua, había sido soldado en Grecia durante la Segunda Guerra Mundial y tras el armisticio del 8 de septiembre, llevado a un stalag alemán, decidió no alistarse en el ejército del recién formado Social Italiano. Esta decisión le costó tres años de internamiento en Alemania. El padre de Ezio era director de una empresa textil donde también trabajaba su madre. Mientras su padre esperaba un trabajo para él en un banco, Ezio intentó ingresar al mundo del espectáculo en el Derby Club de Milán y luego conoció a Antonio Ricci en Fininvest.

### El debut como artista de cabaret (1978)
Debutó en Telebiella, la primera televisión local italiana; el director Peppo Sacchi, fundador de la emisora, recuerda los inicios de Greggio en el libro Il crepuscolo della Tv . Debutó como artista de cabaret en 1978 en laRai participando en los programas La sberla y Tutto inclusive de Giancarlo Nicotra y Giancarlo Magalli sin especial éxito, pero conoció a Gianfranco D'Angelo que lo convenció de dejar la RAI para pasarse a la recién formada. Fininvest en la que luego se unió a él en la dirección del programa de comedia Drive In, que le da mucha popularidad, en particular con la parodia de la televenta en la que subastaba un cuadro kitsch del inexistente pintor Teomondo Scrofalo, un boceto que luego fue retomada en los años siguientes en el programa Veline y mencionada en su película Box Office 3D - Il film dei film.

### La transición al cine (1980)
Hizo su debut como actor de cine en 1980 en la película Sbamm!, del que también se ocupa de la historia y el guion; fue llamado por Carlo Vanzina para la película Yuppies - I giovani di successo de 1986 y en la secuela del mismo año, Yuppies 2. En 1987 participó junto a Paolo Rossi en la película Montecarlo Gran Casinò y luego protagonizó otras películas cómico-parodias: Vacanze di Natale '90, Vacanze di Natale '91, Anni 90, Infelici e contenti, Miracolo italiano.

### Carrera televisiva y actoral
En 1988 presenta en Canale 5 Odiens junto a Lorella Cuccarini, programa de Antonio Ricci que más tarde lo quiso como presentador de su nuevo programa Paperissima que debutó en 1990. En ese mismo año se convirtió en presidente de un equipo de fútbol, el Corbetta FC, cargo que ocupó hasta 1992. En 1993 volvió a la televisión con la tercera edición de Paperissima, pero alcanzó la máxima popularidad a partir de 1988 presentando Striscia la notizia, otro programa ideado por Ricci que, aparte de su ausencia durante la edición 1991/1992 (por estar ocupado en los platós de Vacanze di Natale '91, Infelici e contenti y Anni 90), luego presentó más de 4.000 episodios, flanqueado por otras personalidades del programa.
En 1994 debutó como director con El silencio de los borregos, rodada en los Estados Unidos de América. Durante el rodaje de esta película conoció a Mel Brooks, con quien al año siguiente hizo un cameo en Dracula morto e contento. También en 1995 continuó con la película de Carlo Vanzina Selvaggi. Greggio firma entonces la dirección de Killer per caso (1997) y Svitati (1999), en las que quiere de nuevo a Mel Brooks como actor a su lado. En 2000 junto a Leslie Nielsen en 2001 - Un'astronave spuntata nello spazio.
También protagonizó varias ficciones producidas por Mediaset como Anni '50, Anni '60, Un maresciallo in gondola, O la va, o la spacca y, en pareja con Iacchetti, Benedetti dal Signore y Occhio a quel due. En el verano de 2008 relevó a Teo Mammucari en la dirección de Veline, que retomará en el verano de 2012. En 2008, tras un paréntesis de unos años, volvió al cine participando en las películas Un'estate al mare de Carlo Vanzina y Il padre di Giovanna de Pupi Avati, una historia ambientada en la era fascista en la que Ezio interpretó su primer papel dramático. En 2011 protagonizó y dirigió la película de parodia Box Office 3D - Il film dei film, que no tuvo éxito; también se presentó fuera de competición en el Festival Internacional de Cine de Venecia. Ha sido director del Monte-Carlo Film festival de la comédie durante varios años y reside en la ciudad monegasca. En el verano de 2019, en Canale 5 todos los viernes en horario de máxima audiencia, presenta una nueva edición de La sai l'ultima? 11 años después de la emisión de la última edición. En este programa lo acompañan Maurizio Battista, Biagio Izzo, Gianluca Fubelli, Nino Formicola y su expareja Romina Pierdomenico.
Asuntos personales
El 12 de mayo de 2023, con una historia en Instagram, Ezio Greggio anunció que desde hace unas semanas, aunque mantiene una buena relación, su relación sentimental con Romina Pierdomenico, que inició en 2018, había terminado. Para confirmar el anuncio también lo compartió Romina Pierdomenico.

## Procedimientos judiciales

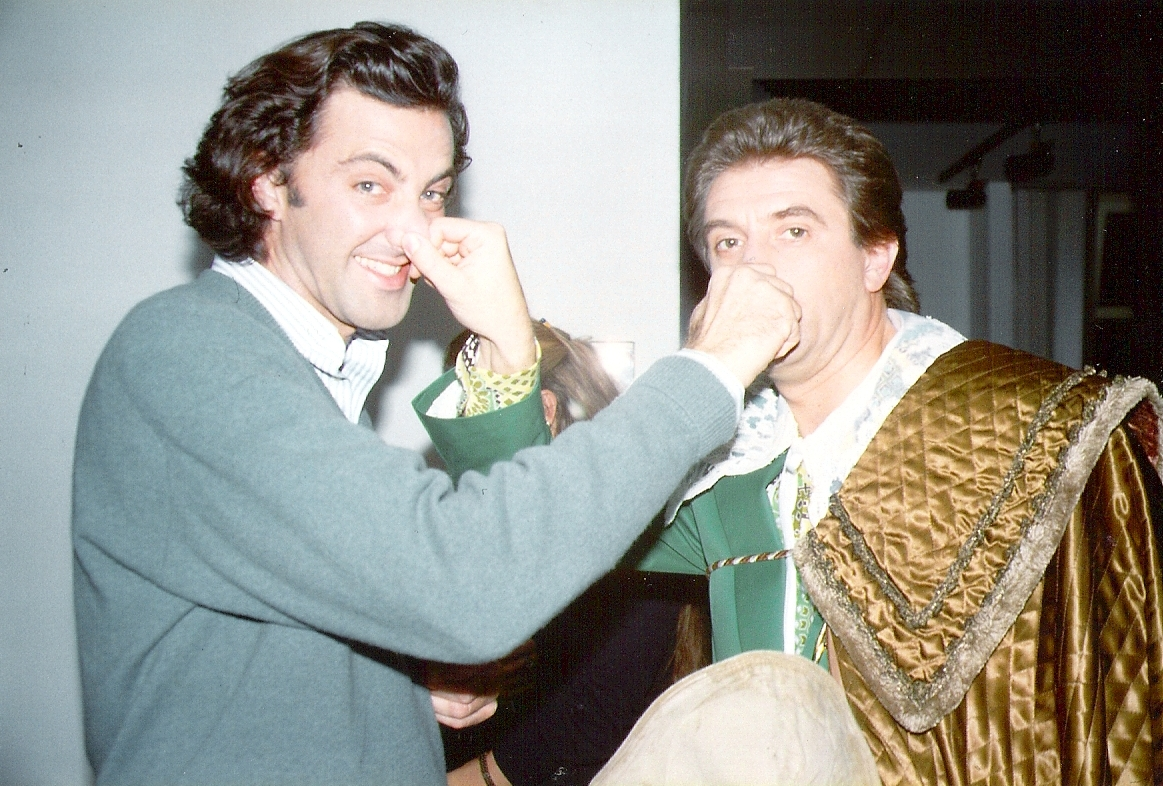
Ezio Greggio junto a Luca Barbareschi

En mayo de 2013 fue investigado por la Fiscalía de Monza porque según la acusación la empresa RTI del grupo Mediaset habría pagado su sueldo con un régimen fiscal facilitado, dado que era residente de Montecarlo, mientras que los fiscales italianos creían que su residencia en Montecarlo era ficticia. En julio de 2014 Greggio cerró el litigio con la Agencia Tributaria por la actividad realizada en los años comprendidos entre 2001 y 2010, periodo en el que era vecino de Montecarlo. De hacerse cargo de la cantidad de unos 20 millones de euros por concepto de atrasos e impuestos adeudados está la empresa irlandesa que gestionaba sus derechos de imagen.
En el sitio web Striscia la notizia, a través de la publicación de una nota de la abogada Giulia Bongiorno, abogada de Greggio, se especifica:

El acuerdo firmado por Ezio Greggio con la Agencia Tributaria se refiere a una empresa de terceros con sede en el extranjero, responsable de administrar los derechos de imagen del Sr. Greggio, que pagará las cantidades acordadas, aunque no sean debidas, con el único fin de evitar una disputa de larga data sobre una cuestión de interpretación de las disposiciones fiscales aplicables. La residencia fiscal habitual en el extranjero hasta 2010 del Sr. El petróleo crudo ha sido reconocido no sólo por las Autoridades competentes, sino también por sentencia firme de un Tribunal de la República Italiana. Desde 2011, Greggio presenta declaraciones de impuestos en Italia. Finalmente, un juez del Tribunal de Monza, en una disposición incidental, descartó que todos estos hechos constituyan delito

La liquidación por motivos fiscales, tras la cesión de sus derechos de imagen a una empresa extranjera, finalizó el 14 de octubre de 2015 con una multa, previa aprobación por el mismo tribunal de Monza.

### Difamación contra Claudio Baglioni
Por la publicación del libro Tutti poeti con Claudio en el sitio web Striscia la notizia, considerado difamatorio por Claudio Baglioni, Ezio Greggio fue investigado por difamación en junio de 2022 junto con Antonio Ricci, Enzo Iacchetti y el Mago Casanova. Este libro ya no está disponible en este sitio por orden del GIP del Tribunal de Monza.

## Filmografía

### Actor
- Sbamm!, dirigida por Francesco Abussi (1980)
- Yuppies - I giovani di successo, dirigida por Carlo Vanzina (1986)
- Yuppies 2, dirigida por Enrico Oldoini (1986)
- Montecarlo Gran Casinò, dirigida por Carlo Vanzina (1987)
- Occhio alla perestrojka, dirigida por Castellano e Pipolo (1990)
- Vacanze di Natale '90, dirigida por Enrico Oldoini (1990)
- Vacanze di Natale '91, dirigida por Enrico Oldoini (1991)
- Infelici e contenti, dirigida por Neri Parenti (1992)
- Anni 90, dirigida por Enrico Oldoini (1992)
- El silencio de los borregos, dirigida por Ezio Greggio (1994)
- Miracolo italiano, dirigida por Enrico Oldoini (1994)
- Selvaggi, dirigida por Carlo Vanzina (1995)
- Dracula morto e contento, dirigida por Mel Brooks (1995) - cameo
- Killer per caso, dirigida por Ezio Greggio (1997)
- Anni '50, dirigida por Carlo Vanzina – miniserie de televisión (Canale 5, 1998)
- Svitati, dirigida por Ezio Greggio (1999)
- Anni '60, dirigida por Carlo Vanzina – miniserie de televisión (Canale 5, 1999)
- 2001 - Un'astronave spuntata nello spazio, dirigida por Allan Goldstein (2000)
- Un maresciallo in gondola, dirigida por Carlo Vanzina – película para televisión (Canale 5, 2002)
- Benedetti dal Signore – serie de televisión, 8 episodios (Canale 5, 2004)
- O la va, o la spacca – serie de televisión, 8 episodios (Canale 5, 2004-2005)
- Un'estate al mare, dirigida por Carlo Vanzina (2008)
- Il papà di Giovanna, dirigida por Pupi Avati (2008)
- Occhio a quei due, dirigida por Carmine Elia – película para televisión (Canale 5, 2009)
- Box Office 3D - Il film dei film, dirigida por Ezio Greggio (2011)
- Lockdown all'italiana, dirigida por Enrico Vanzina (2020)

### Director
- El silencio de los borregos (1994)
- Killer per caso (1997)
- Svitati (1999)
- Box Office 3D - Il film dei film (2011)

## Programas de televisión
- Telebiella (Telebiella, 1972)
- La sberla (Rete 1, 1978-1979)
- Tutto compreso (Rete 2, 1981)
- Drive In (Italia 1, 1983-1988)
- Miss Italia (Italia 1, 1987)
- Striscia la notizia (Italia 1, 1988; Canale 5, 1989-1991, a partir de 1992)
- Odiens (Canal 5, 1988-1989)
- Paperissima - Errori in TV (Canale 5, 1990, 1992-1993; Italia 1, 1990-1991)
- Ezio Greggio Show (Canale 5, 1994)
- Doppio lustro (Canale 5, 1998)
- Veline (Canale 5, 2008, 2012)
- Monte-Carlo Film Festival de la Comédie (Rete 4, 2016; Canale 5, 2017-2019)
- La sai l'ultima? - Digital Edition (Canale 5, 2019)
- Cinema My Love (Canale 5, 2021)

## Discografía
Individual
- 1989 – Vieni a bere un bicchiere a la maison (con Gianfranco D'Angelo)
- 2002 – Testa (con Enzo Iacchetti)
- 2004 – Imi plac ochii tai (como Eziu Greggiescu)

Valores en cartera
- 2004 – A.A. V. V. Baby Party Vol. 4, con la canción Testa (con Enzo Iacchetti)
- 2004 – A.A. V. V. Tira el recopilatorio de 2004, con la canción Testa (con Enzo Iacchetti)

## Obras
Ezio Greggio publicó los siguientes libros de humor con varios editores:
- Presto che è tardi. Un libro veloce veloce da leccarsi le orecchie. Segrate. 1995. ISBN 88-04-40544-9.
- Chi se ne fut-fut. Un libro veloce veloce da leccarsi le orecchie. Parte seconda. Segrate. 1996. ISBN 88-04-41742-0.
- È lui o non è lui? (Cerrrrto che è lui). Contro l'attapiramento all'italiana. Segrate. 1997. ISBN 88-04-43347-7.
- E su e giù e trik e trak. Segrate. 2003. ISBN 88-04-50944-9.
- In una certa... manieeera. Segrate. 2005. ISBN 88-04-53584-9.
- Jerome K. Jerome (2007). Loro ed io. prefazione di Ezio Greggio. Milano. ISBN 978-88-615-8018-3.
- N°1. Una vita di avventure, incontri, scherzi e risate. Milano. 2023. ISBN 978-88-282-1129-7.

## Premios y reconocimientos
- Kids' Choice Awards
  - 2007 – Mejor personalidad de televisión junto con Enzo Iacchetti[11]

- Premio Antonio De Curtis
  - 2006 – Premio Antonio De Curtis por iniciativas solidarias a favor de la infancia[12]

- Premio Campione dello Spettacolo
  - 2004 – Premio Campeón del Espectáculo por el compromiso a favor de los niños que nacen con disfunciones físicas.

- Premio Grand Prix
  - 2008 – Premio Grand Prix a las mejores estrategias de marca

- Premio Satira Forte dei Marmi
  - 2009 – Premio de Satira Forte dei Marmi

- Premio a la Dirección de Televisión
  - 1995 – Categoría Top Ten para Striscia la notizia
  - 2005 – Categoría Top Ten para Striscia la notizia
  - 2006 – Categoría Top Ten para Striscia la notizia
  - 2006 – Mejor personaje masculino
  - 2007 – Categoría Top Ten para Striscia la notizia
  - 2007 – Mejor programa por Striscia la notizia
  - 2007 – Categoría Top Ten para Striscia la notizia
  - 2008 – Categoría Top Ten para Striscia la notizia
  - 2008 – Oscar Diamante por Striscia la notizia
  - 2009 – Categoría Top Ten para Striscia la notizia
  - 2010 – Categoría Top Ten para Striscia la notizia
  - 2012 – Categoría Top Ten para Striscia la notizia
  - 2013 – Categoría Top Ten para Striscia la notizia
  - 2013 – Premio a la Trayectoria por Striscia la notizia
  - 2014 – Categoría Top Ten para Striscia la notizia
  - 2015 – Categoría Top Ten para Striscia la notizia

- Nastro d'argento
  - 2009 – Mejor actor de reparto por Il papà di Giovanna

- Telegatti
  - 1984 – Mejor transmisión de variedades por Drive In
  - 1985 – Mejor programa de variedades por Drive In
  - 1986 – Mejor programa de variedades por Drive In
  - 1987 – Mejor programa de variedades por Drive In
  - 1989 – Mejor programa de variedades por Odiens
  - 1990 - Mejor emisión de sátira televisiva por Striscia la notizia
  - 1991 – Mejor emisión de sátira televisiva por Striscia la notizia
  - 1991 – Emisión del año por Paperissima
  - 1995 – Mejor transmisión de sátira televisiva por Paperissima
  - 1997 – Mejor emisión de sátira televisiva por Striscia la notizia
  - 1998 – Mejor emisión de sátira televisiva por Striscia la notizia
  - 1999 – Emisión del año por Striscia la notizia
  - 2000 – Mejor emisión de sátira televisiva por Striscia la notizia
  - 2000 – Emisión del año por Striscia la notizia
  - 2001 – Mejor emisión de sátira televisiva por Striscia la notizia
  - 2001 – Emisión del año por Striscia la notizia
  - 2002 – Mejor emisión de sátira televisiva por Striscia la notizia
  - 2003 – Mejor emisión de sátira televisiva por Striscia la notizia
  - 2004 – Mejor película para televisión por Benedetti dal Signore
  - 2004 – Premio especial para Striscia la notizia
  - 2006 – Emisión del año por Striscia la notizia
  - 2007 – Emisión del año por Striscia la notizia
  - 2008 – Emisión del año por Striscia la notizia
  - 2008 – Telegatto de platino por los veinte años de televisión de Striscia la notizia
  - 2008 – Platinum Telegatto por treinta años de carrera en televisión
- 2011 taquilla 3d-la película de las películas-tapir dorado como actor

## Honores
En 2015, Albania le otorgó la ciudadanía honoraria.